# La Désirade (commune)
Pour les articles homonymes, voir La Désirade.
La Désirade (en créole guadeloupéen : Dézirad ou Déziwad) est une commune française située dans le département de la Guadeloupe. Elle est formée de l'île de la Désirade et des îles de la Petite-Terre. Ses habitants sont appelés les Désiradiens.

## Géographie

### Situation

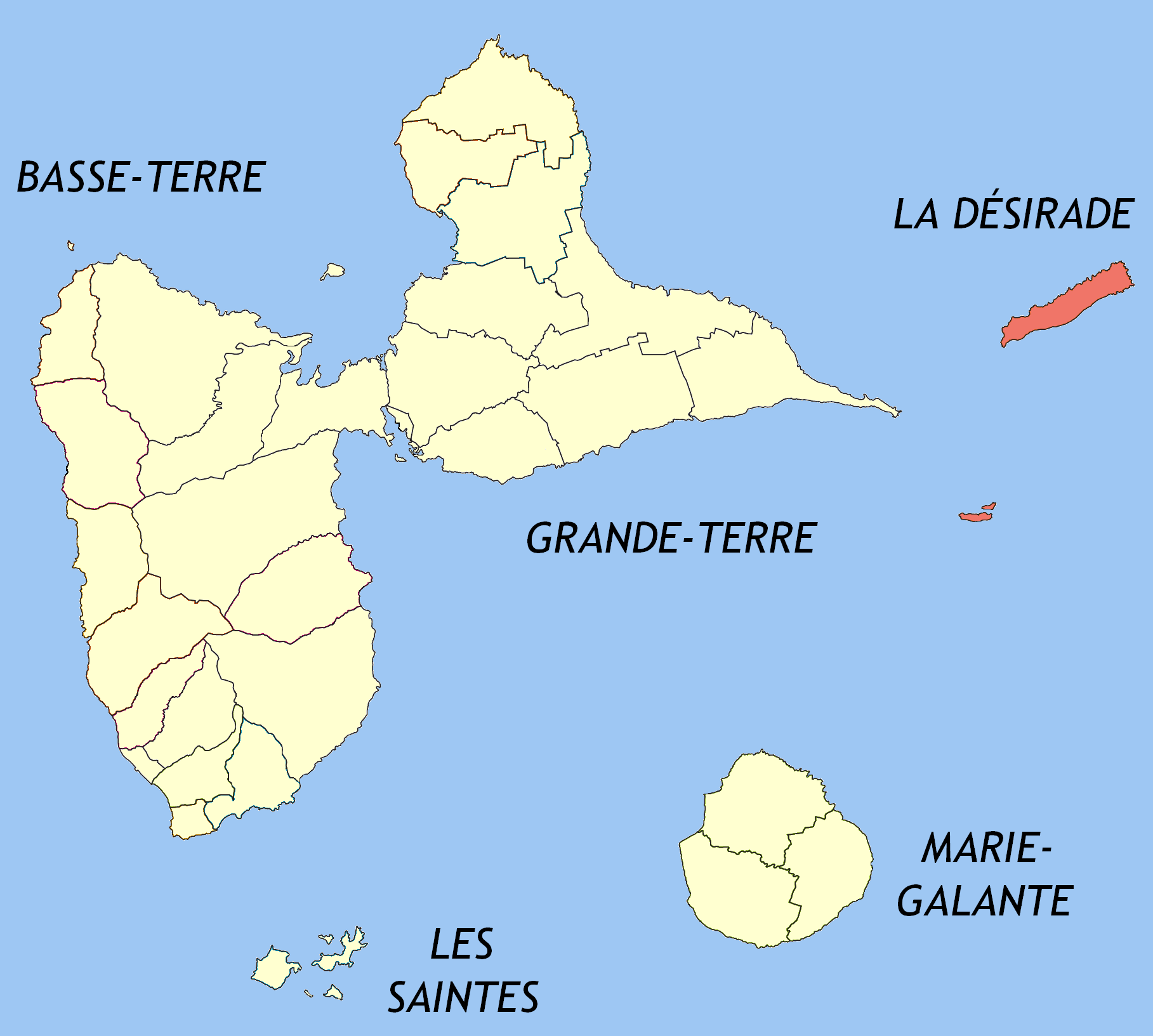
Commune de La Désirade en rouge.

De 21,1 km2 de superficie totale, la commune de La Désirade occupe tout le territoire de l'île éponyme. Elle s'étend de la pointe des Colibris, au sud-ouest, jusqu'à la pointe du Grand-Abaque ou pointe du Nord, au nord-est. Son point culminant est la Grande-Montagne qui s'élève à 276 mètres d'altitude.

## Urbanisme

### Typologie
La Désirade est une commune rurale, car elle fait partie des communes peu ou très peu denses, au sens de la grille communale de densité de l'Insee,,,.
La commune, entourée par l'océan Atlantique, est également une commune littorale au sens de la loi du 3 janvier 1986, dite loi littoral. Des dispositions spécifiques d’urbanisme s’y appliquent dès lors afin de préserver les espaces naturels, les sites, les paysages et l’équilibre écologique du littoral, par exemple le principe d'inconstructibilité, en dehors des espaces urbanisés, sur la bande littorale des 100 mètres, ou plus si le plan local d’urbanisme le prévoit,.

### Lieux-dits et hameaux
Le bourg principal de La Désirade est Beauséjour, situé au sud-ouest de l'île. Les autres lieux-dits sont : Baie-Mahault, Le Désert,Le Fort Marmouset, les Galets, Petites-Anses, la Ramée, les Sables, le Souffleur. De plus, la commune regroupe administrativement les îles de la Petite-Terre (Terre-de-Bas et Terre-de-Haut) situées à environ 5 kilomètres au sud de la pointe des Colibris.

## Politique et administration

### Rattachements administratifs et électoraux
La commune appartient à l'arrondissement de Pointe-à-Pitre et au canton de Saint-François depuis le redécoupage cantonal de 2014. Avant cette date, elle était le chef-lieu du canton de La Désirade.
Pour l'élection des députés, La Désirade fait partie depuis 1988 de la deuxième circonscription de la Guadeloupe.

### Intercommunalité
La commune de La Désirade fait partie de communauté d'agglomération La Riviéra du Levant, créée en 2014, dans laquelle elle est représentée par un conseiller.

### Politique de développement durable
La commune a engagé une politique de développement durable en lançant une démarche d'Agenda 21 en 2005.

## Population et société
La commune accueille une Maison de services au public au sein du bureau de poste.

### Démographie
L'évolution du nombre d'habitants est connue à travers les recensements de la population effectués dans la commune depuis 1961, premier recensement postérieur à la départementalisation de 1946. À partir de 2006, les populations de référence des communes sont publiées annuellement par l'Insee. Le recensement repose désormais sur une collecte d'information annuelle, concernant successivement tous les territoires communaux au cours d'une période de cinq ans. Pour les communes de moins de 10 000 habitants, une enquête de recensement portant sur toute la population est réalisée tous les cinq ans, les populations de référence des années intermédiaires étant quant à elles estimées par interpolation ou extrapolation. Pour la commune, le premier recensement exhaustif entrant dans le cadre du nouveau dispositif a été réalisé en 2008.

En 2022, la commune comptait 1 349 habitants, en évolution de −7,92 % par rapport à 2016 (Guadeloupe : −2,67 %, France hors Mayotte : +2,11 %).
| 1961  | 1967  | 1974  | 1982  | 1990  | 1999  | 2006  | 2007  | 2008  |
| ----- | ----- | ----- | ----- | ----- | ----- | ----- | ----- | ----- |
| 1 592 | 1 559 | 1 682 | 1 602 | 1 610 | 1 620 | 1 595 | 1 591 | 1 587 |

| 2013  | 2018  | 2022  | - | - | - | - | - | - |
| ----- | ----- | ----- | - | - | - | - | - | - |
| 1 510 | 1 432 | 1 349 | - | - | - | - | - | - |

### Enseignement
Comme toutes les communes de l'archipel de la Guadeloupe, La Désirade est rattachée à l'Académie de la Guadeloupe. La ville possède sur son territoire deux écoles maternelles (Baie-Mahault et Louis-Adrien-Thionville) et une école élémentaire (Beauséjour).
En ce qui concerne l'enseignement secondaire, la ville accueille le collège Maryse-Condé tandis que le lycée le plus proche se trouve à Sainte-Anne (Guadeloupe).

## Culture locale et patrimoine

### Lieux et monuments
- Église Notre-Dame-du-Bon-Secours de la Désirade. L'église est dédiée à Notre-Dame du Bon Secours.
- Chapelle de la léproserie de Baie-Mahault.
- Chapelle Notre-Dame-du-Phare de la Désirade.
- Chapelle Notre-Dame-du-Calvaire de la Désirade.

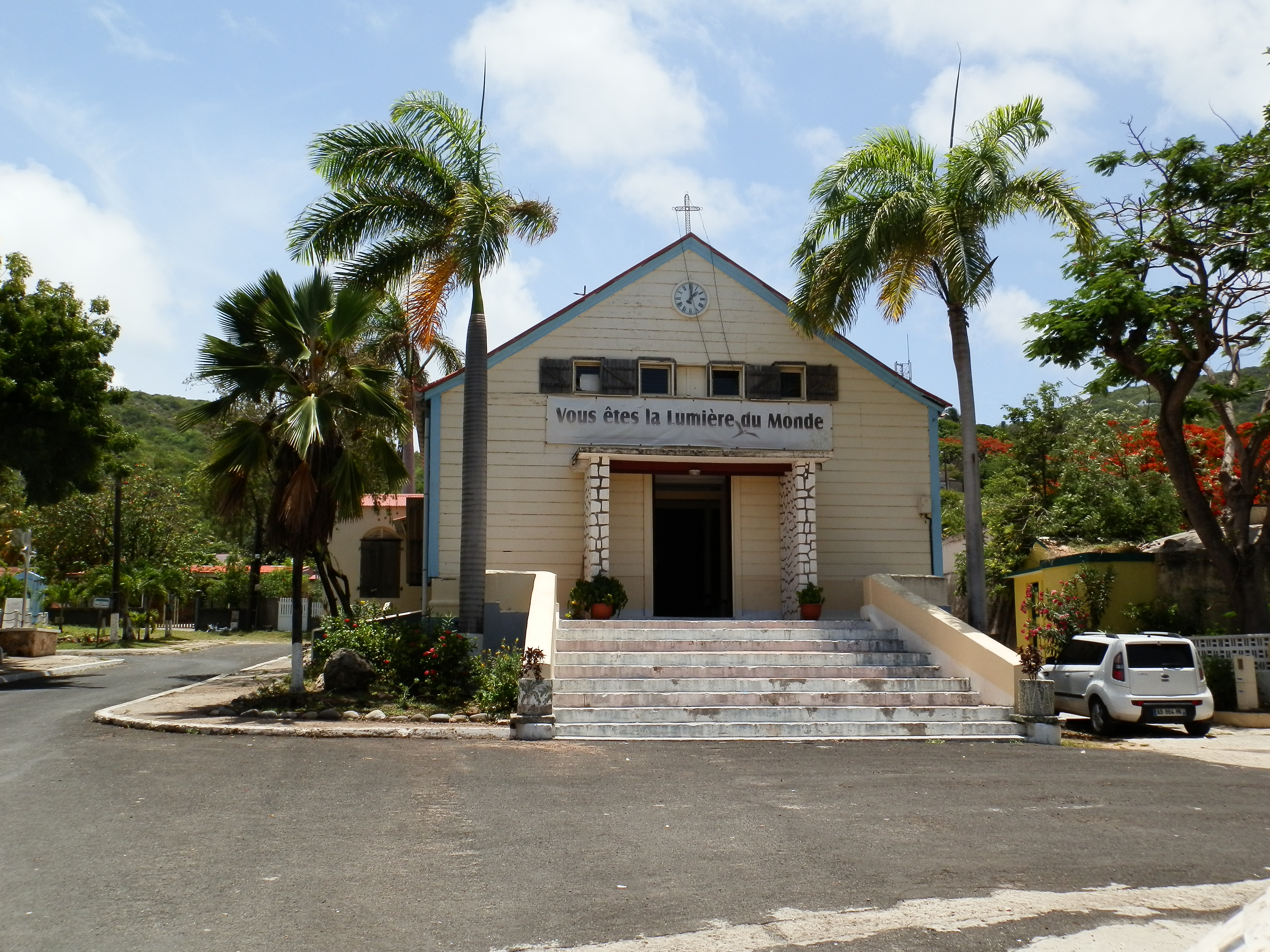
Église Notre-Dame-du-Bon-Secours
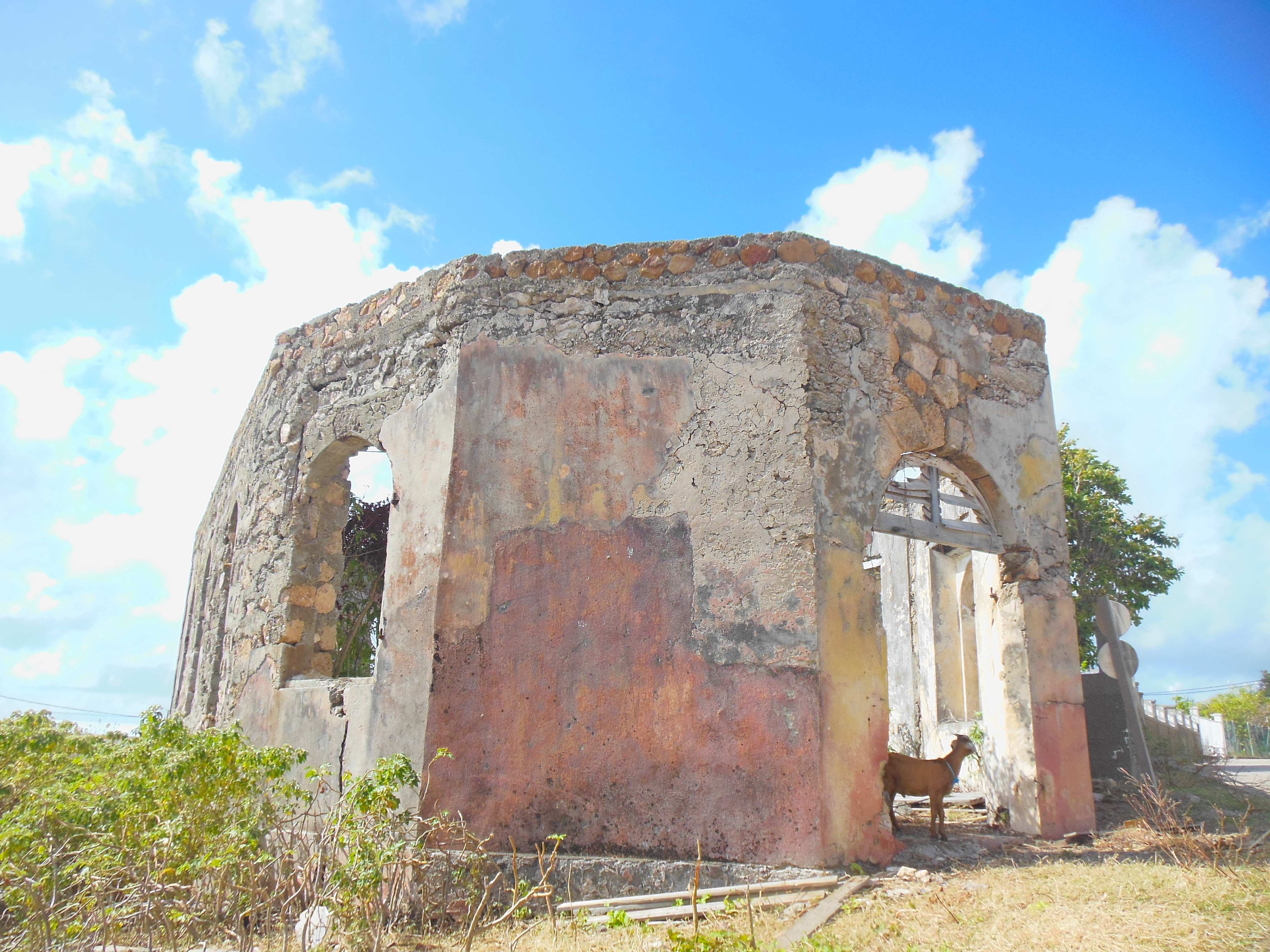
Chapelle de la léproserie de Baie-Mahault
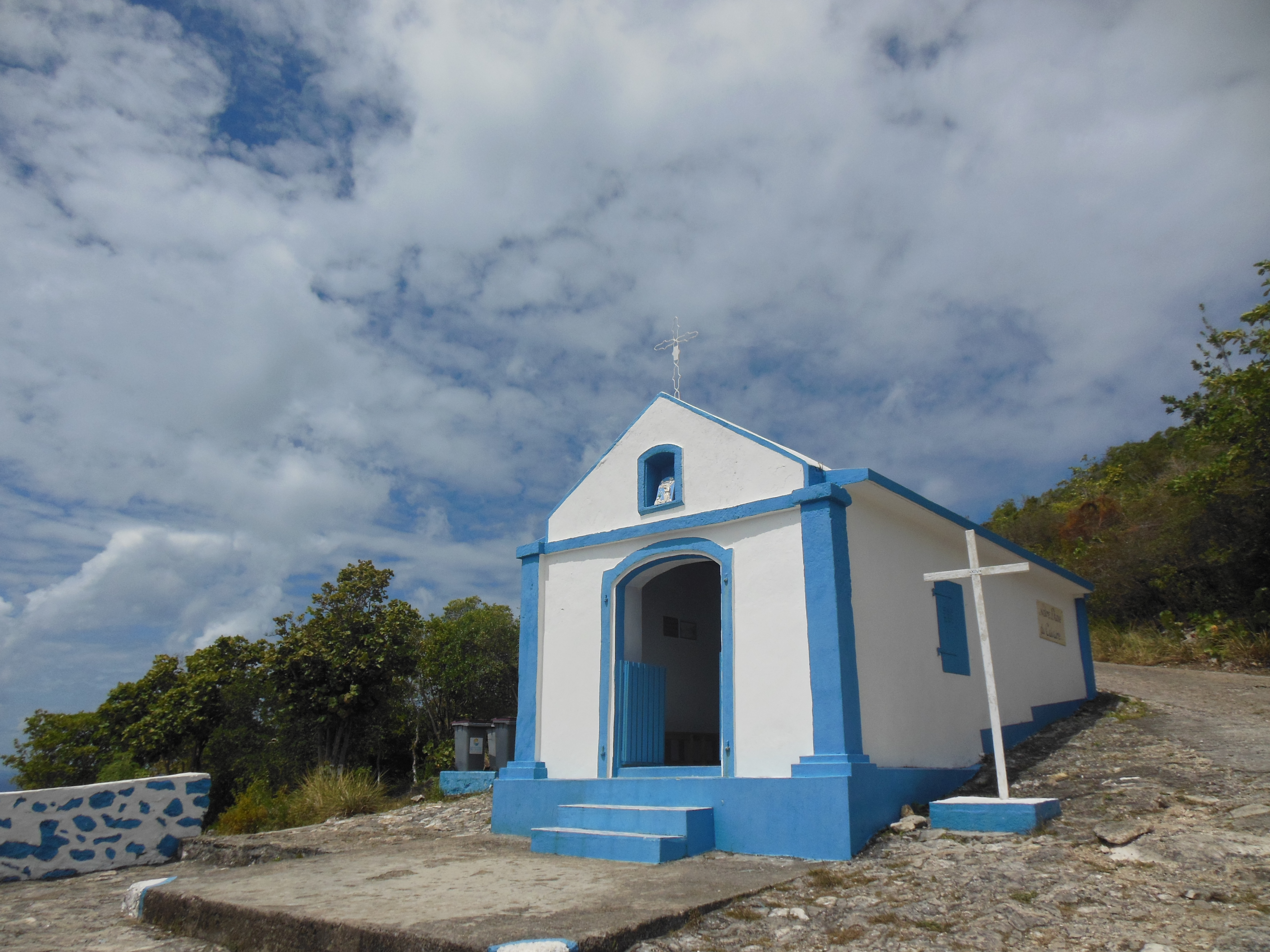
Chapelle Notre-Dame-du-Calvaire de la Désirade

### Personnalités liées à la commune
- La famille paternelle du footballeur Thierry Henry vit à La Désirade.
- Éric Maurel (1960-), magistrat et écrivain, y a vécu en 1964.[pertinence contestée]
- Patrick Denaud, journaliste, écrivain puis agent de la DGSE. Durant une année (1999/2000) il vit à La Désirade pour écrire.